# Арроухед-Спрингс (Вайоминг)
Арроухед-Спрингс (англ. Arrowhead Springs) — статистически обособленная местность, расположенная в округе Суитуотер (штат Вайоминг, США) с населением в 68 человек по статистическим данным переписи 2000 года.

## География
По данным Бюро переписи населения США, статистически обособленная местность Арроухед-Спрингс имеет общую площадь в 3,11 квадратных километров, водных ресурсов в черте населённого пункта не имеется.
Статистически обособленная местность Арроухед-Спрингс расположена на высоте 2064 метра над уровнем моря.

## Демография
По данным переписи населения 2000 года, в Арроухед-Спрингсе проживало 68 человек, 17 семей, насчитывалось 21 домашнее хозяйство и 21 жилой дом. Средняя плотность населения составляла около 21,6 человек на один квадратный километр. Расовый состав Арроухед-Спрингса по данным переписи распределился следующим образом: 92,65 % белых, 5,88 % — азиатов, 1,47 % — представителей смешанных рас.
Из 21 домашних хозяйств в 52,4 % — воспитывали детей в возрасте до 18 лет, 85,7 % представляли собой совместно проживающие супружеские пары, в семей женщины проживали без мужей, 14,3 % не имели семей. 4,8 % от общего числа семей на момент переписи жили самостоятельно, при этом среди жителей в возрасте 65 лет отсутствовали одиночки. Средний размер домашнего хозяйства составил 3,24 человек, а средний размер семьи — 3,50 человек.
Население статистически обособленной местности по возрастному диапазону по данным переписи 2000 года распределилось следующим образом: 33,8 % — жители младше 18 лет, 2,9 % — между 18 и 24 годами, 27,9 % — от 25 до 44 лет, 33,8 % — от 45 до 64 лет и 1,5 % — в возрасте 65 лет и старше. Средний возраст жителей составил 36 лет. На каждые 100 женщин в Арроухед-Спрингс приходилось 112,5 мужчин, при этом на каждые сто женщин 18 лет и старше приходилось 95,7 мужчин также старше 18 лет.
Средний доход на одно домашнее хозяйство в статистически обособленной местности составил 81 467 долларов США, а средний доход на одну семью — 83 654 доллара. При этом мужчины имели средний доход в 68 750 долларов США в год против 46 250 долларов среднегодового дохода у женщин. Доход на душу населения в статистически обособленной местности составил 28 972 доллара в год. Все семьи Арроухед-Спрингс имели доход, превышающий уровень бедности.